# 13240 Thouvay
13240 Thouvay (1998 KJ1) là một tiểu hành tinh vành đai chính.